# Alfenzingen
Alfenzingen ist eine Ortschaft in der Stadt Waldbröl im Oberbergischen Kreis im südlichen Nordrhein-Westfalen, Deutschland innerhalb des Regierungsbezirks Köln.

## Lage und Beschreibung
Der Ort liegt ca. 3,6 km östlich vom Stadtzentrum entfernt.

## Geschichte

### Erstnennung
1500 wurde der Ort das erste Mal urkundlich erwähnt und zwar „Ailcke von Alffertzyngen wird nach einer Wechselurkunde über einen Hörigentausch zwischen Sayn und Berg nunmehr bergisch“.
Schreibweise der Erstnennung: Alffertzyngen

## Bus- und Bahnverbindungen

### Linienbus
Haltestelle: Alfenzingen Abzw.
- 303 Waldbröl, Gummersbach Bf (OVAG)
- 340 Waldbröl, Morsbach Busbf. (OVAG)
- 341 Waldbröl, Morsbach Busbf. (OVAG)